# Sopwith Pup
El Sopwith Pup, fue uno de los primeros y de los mejores cazas británicos de la Primera Guerra Mundial, solo similar al Sopwith Camel, que sirvió no solo como caza de la RAF , sino que fue empleado por franceses y estadounidenses principalmente.

## Historia
Desarrollo del 1½ Strutter, el Sopwith Pup tenía unas estupendas cualidades de gobierno y unas prestaciones relativamente buenas con su motor de baja potencia. No había nada de excepcional en el diseño del Pup, un avión muy bien compensado, pero desde su aparición en combate, a finales del verano de 1916, empezó a aprovechar su agilidad para salir bien parado del enfrentamiento con cazas alemanes más potentes. Ello se debía a su baja carga alar, que contribuía también a sus buenas prestaciones. El Pup figura como el primer avión que apontó en la cubierta de un buque en navegación. Beardmore desarrolló la versión navalizada W.B. III con alas plegables y tren retráctil.

## Operadores
Australia
- Australian Flying Corps

 Estados Unidos
- Fuerza Expedicionaria en Francia

 Países Bajos
- Real Fuerza Aérea Neerlandesa

 Reino Unido
- RFC / RAF / RNAS

 Francia

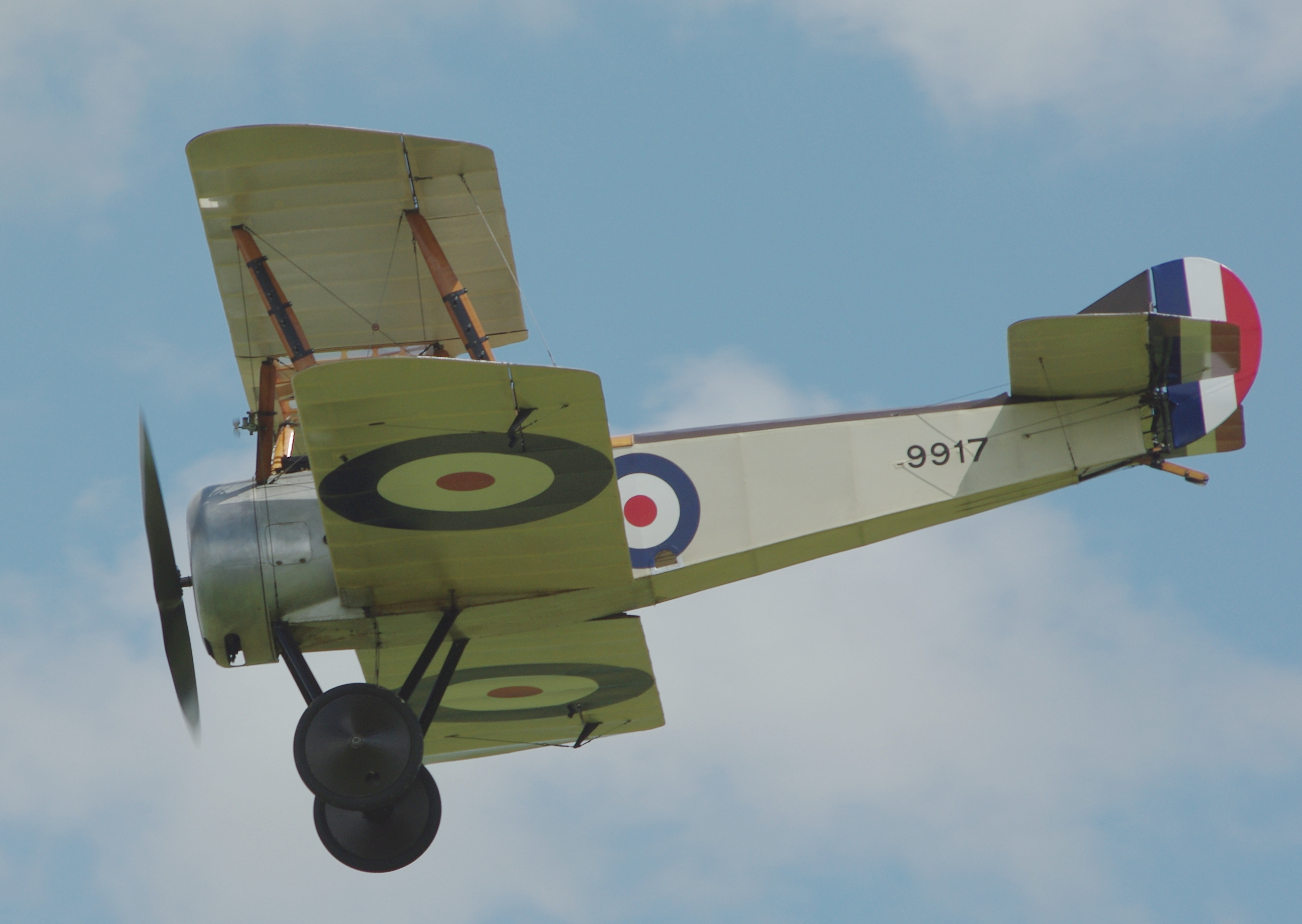
Sopwith Pup conservado por Shuttleworth Collectionin en vuelo.

- Fuerza Expedicionaria Francesa del Aire

## Especificaciones

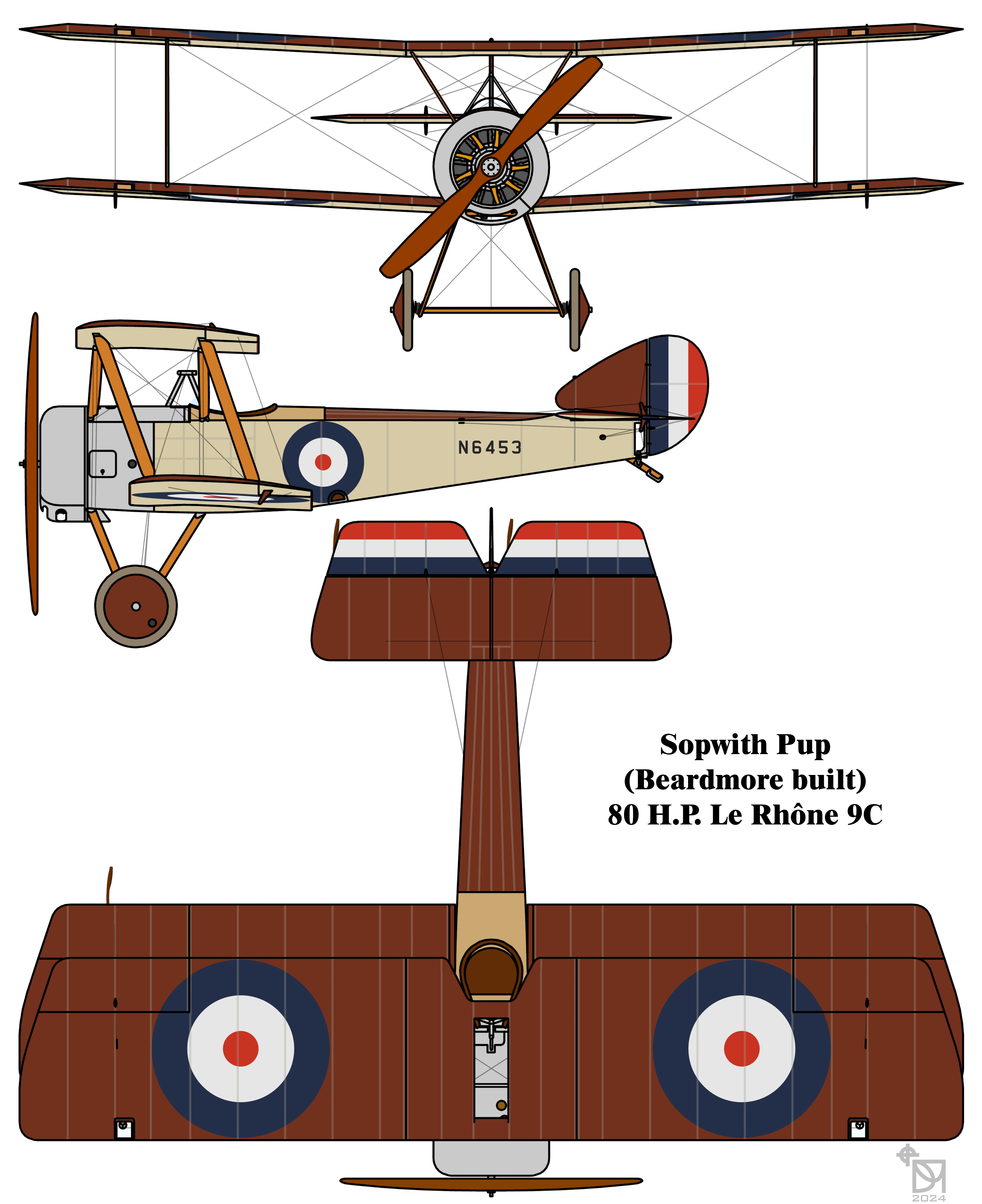

- Nombre: Caza Monoplaza Sopwith Pup
- Envergadura: 8,08 m
- Longitud: 5,89 m
- Planta motriz: Un motor Le Rhōne de 80 hp (60 kW)
- Armamento: Una Ametralladora Vickers o Lewis de 7,7 mm, y una provisión para ocho cohetes Le Prieur
- Velocidad máxima: 111 millas/h al nivel del mar
- Autonomía operacional: 3 horas

### Desarrollos relacionados
- Sopwith Camel

### Aeronaves similares
- Bristol Scout
- Fokker Dr.I

### Listas relacionadas
- Anexo:Biplanos